# Infections intestinales transmises sexuellement
Les infections intestinales transmises sexuellement comprennent les infections transmises par inoculation directe des germes dans le rectum au cours de relations anales et les infections transmises par voie fécale-orale.

## Manifestations cliniques

### Rectite
- Il s’agit d’une inflammation de la muqueuse rectale qui ne s’étend pas à plus de 15 cm de la marge anale.
- Le tableau clinique associe douleur ano-rectale, ténesme, constipation, selles sanguinolentes et/ou écoulement mucopurulent.
- La sigmoïdoscopie révèle entre autres un érythème, une friabilité et/ou des ulcérations de la muqueuse rectale.
- Transmission par relations anales

### Colite et rectocolite
- Il s’agit d’une inflammation du côlon ou de la muqueuse rectale qui s’étend à plus de 15 cm de la marge anale.
- Le tableau clinique associe diarrhée, douleur abdominale et/ou fièvre (avec ou sans symptômes de rectite).
- Transmission fécale-orale.

### Entérite
- C’est une inflammation du duodénum, du jéjunum et/ou de l’iléon.
- Le tableau clinique associe diarrhée, douleur abdominale, ballonnements, crampes et/ou nausées.
- Transmission fécale-orale.

## Germes en cause

### Rectite
La découverte de lésion en rapport avec un papillomavirus n'est pas la cause d'une rectite
- Neisseria gonorrhoeae responsable de la gonorrhée
- Virus Herpes simplex responsable de l'infection herpétique
- Chlamydia trachomatis responsable de chlamydiose
- Treponema pallidum responsable de la syphilis

### Colite et rectocolite
- Entamoeba histolytica
- Campylobacter
- Shigella
- Clostridium difficile toxinogène
- Escherichia coli

### Entérite
La présence d'une infection à VIH doit faire considérer de nombreux germes.
- Giardia
- Escherichia coli

## Sources
- (fr) Lignes directrices canadiennes pour les maladies sexuellement transmissibles